# Cikaret (Bogor Selatan)
Cikaret is een bestuurslaag in het regentschap Kota Bogor van de provincie West-Java, Indonesië. Cikaret telt 17.828 inwoners (volkstelling 2010).